# クアクロウ (マリ)
クアクロウ（フランス語：Kouakourou）は、マリ共和国中南部のモプティ州にある町である。ニジェール川の南岸近くに位置し、周辺にはオアシスが点在する。アフリカの砂漠地帯の伝統的な住居が建ち並んでいる。

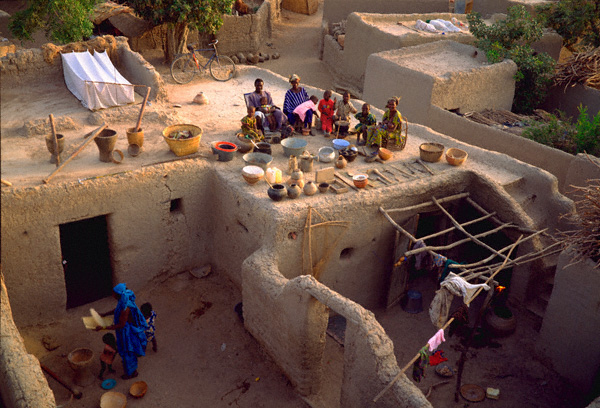
ナトマ一家